# 能代役七夕

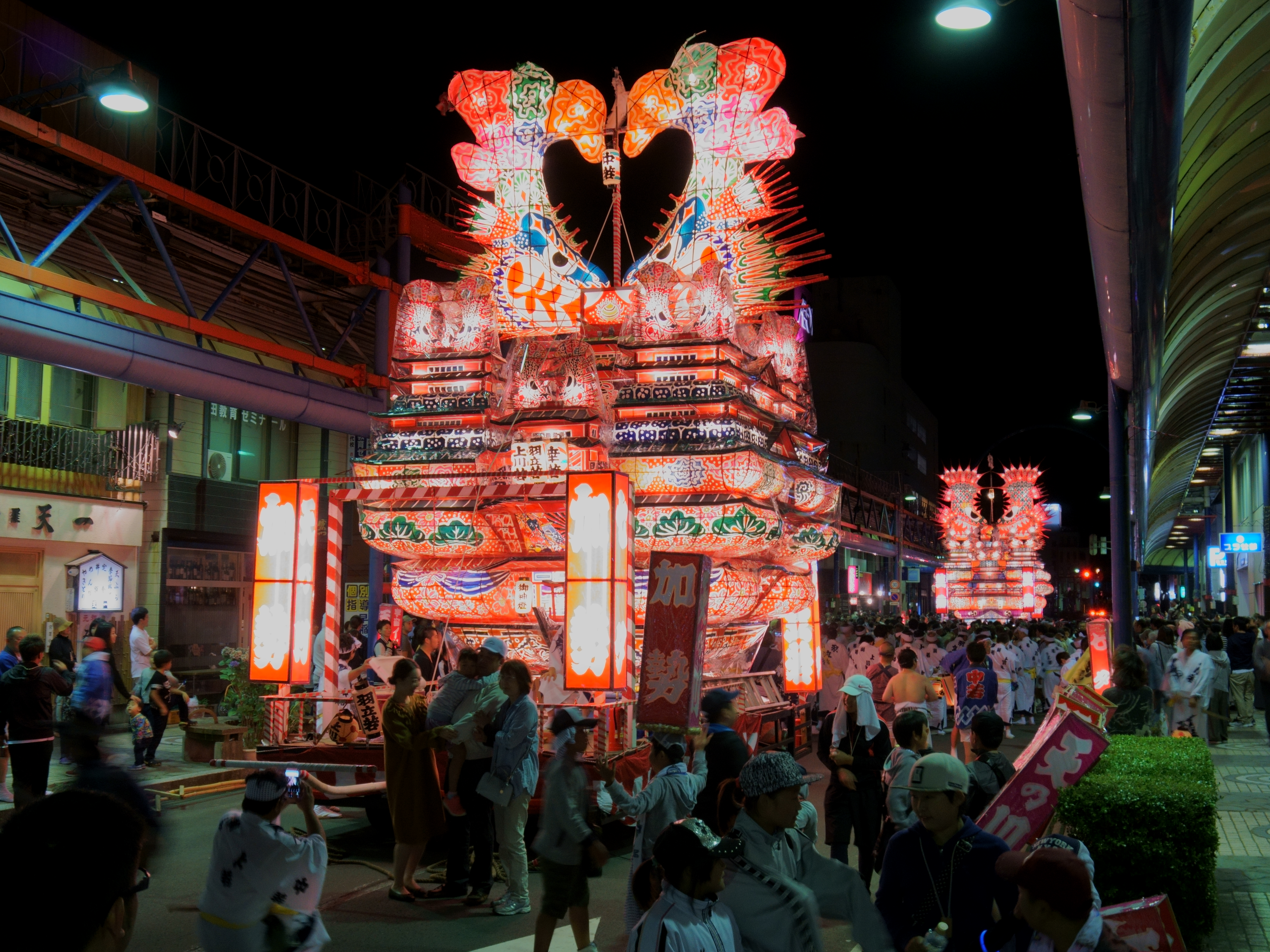
能代役七夕（2018年）。能代市柳町にて

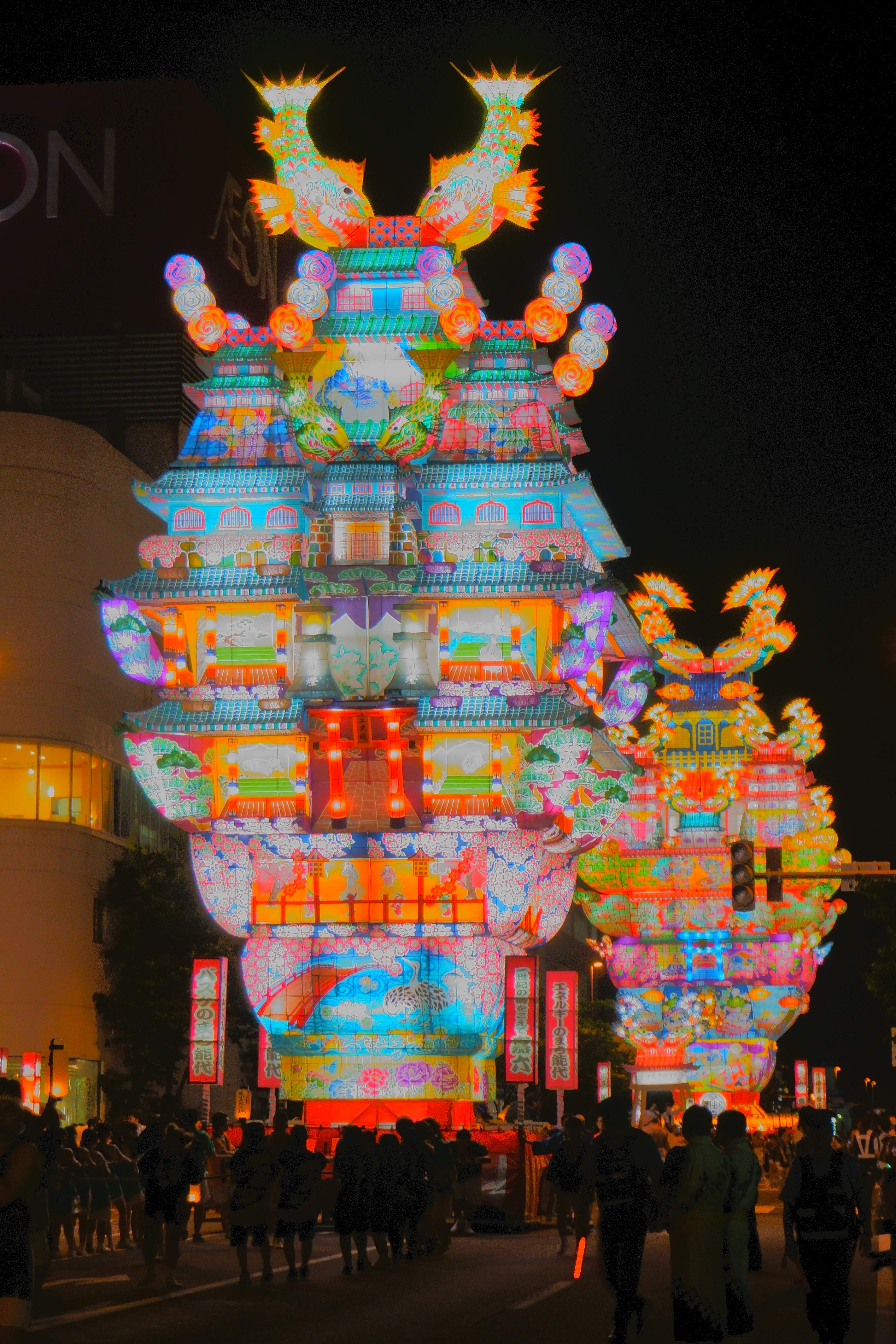
「天空の不夜城」（2018年）

能代役七夕（のしろやくたなばた）は、毎年8月6日から7日にかけ、秋田県能代市で行われる祭りである。6日の午後から夜にかけて、巨大な鯱飾りを載せた城郭型の灯籠が市内を練り歩き、7日夜には、灯籠から取り外された鯱飾りを米代川に浮かべ、火をつけて送り流す「鯱流し」という行事が行われる。祭りは江戸時代に起源を持つ能代の住民自治の仕組みであった五町組（五丁組）制度と深い関わりがあり、これら町組を構成する各町が「若」と呼ばれる祭りの実行団体を組織して実施にあたる。また、年ごとに祭りの実施主体となる町組と、その中でも大丁と呼ばれる当番町が決められており、町組のローテーションは5年で一巡する。灯籠を出して祭りを実行するのはその年の当番となる町組のみであり、それ以外の4つの町組は観客の側であって運営には関わらない。また、各町組で灯籠の運行コースが異なるため、毎年灯籠の運行コースが変わり、参加する灯籠の台数も一定しないのが大きな特徴である。なお、能代市では8月の第1週を「七夕ウィーク」と称し、2日に「こども七夕」、3・4日に「天空の不夜城」という2つの祭りが、役七夕に先立って行われる。本記事では、これら能代の七夕行事についても一括して記述する。

## 概要

### 役七夕の名称について
能代役七夕は、新暦8月1日から7日にかけて行われる能代の七夕行事の内、狭義には8月6日と7日に行われる行事を指すが、それに先立つ8月1日の会所開きをもって役七夕の始まりとする認識も一般的である。ところで「役七夕」という名称の由来は、参加する当事者全てに役職が割り当てられ、厳格な上下関係が守られているからとも伝わるが、記録上「役七夕」の語は1897年（明治30年）地元の呉服商相沢金一郎の残した日記に初めて見られるものである。そこでは
とあることから、当初は当番町の出す灯籠それ自体を指して役七夕と称しており、一方で行事自体は江戸時代からの呼称である「ねぶ流し」「ねむり流し」「ねむた流し」「眠ながし」、あるいは単に「七夕」等と呼ばれていた。この行事の当番町が出す大灯籠を、加勢丁（後述）の出す灯籠と区別して役七夕と呼称する用例は、1907年（明治40年）に能代に来遊した俳人河東碧梧桐の私信によっても裏付けられている。このような用例は、実に昭和戦後の新聞記事まで連綿と見られるものだが、元来旧暦の7月6日夜から翌朝にかけてのみ行われていた能代の七夕行事が7月1日から7日までに拡張されていく過程にあっても、原義である大型灯籠の「役七夕」運行は7月6日夜のみに限るという伝統が守られ続けたことで、7月6日から7日にかけて行われる行事をも特に役七夕と呼称する意識が形成されていったものと考えられている。同時に、役七夕という語が、様々な応接儀礼を取り交わしながら実行されるこの行事の実態を説明するのに適切な表現であったともいえる。

### ねぶながし（ねぶ流し）の名称について
| 東京・銀座まつりで行われた『能代ねぶながし』の出張運行 |  | 東京・銀座まつりで行われた『能代ねぶながし』の出張運行 |
| 東京・銀座まつりで行われた『能代ねぶながし』の出張運行 |  |                                                        |

一方、先述の通り能代の七夕の諸行事は元来「ねぶ流し」等と呼ばれていたことから、1996年（平成8年）に秋田県教育委員会によって県の選択無形民俗文化財に選択された際の名称は「能代のねぶ流し行事」となっている。また、昭和戦後に七夕の観光化を焦点とする七夕改革論が持ち上がる中で、能代観光協会が「ねぶながし会」を結成、1969年（昭和44年）から五町組の実施する役七夕とは別個に観光七夕を運行した。この観光協会主導の「能代ねぶながし」は、1972年（昭和47年）から3年間は東京・銀座まつりで出張運行するなど宣伝に努めたが、役七夕との行事の違いが判り辛く補完的な位置づけに留まり、以後再開と中断を繰り返す消長の歴史を辿っていくこととなる。能代ねぶながしと役七夕は灯籠も同一の様式であり、能代火力発電所に併設された能代エナジアムパーク内にあるねぶながし館では、灯籠が常設展示されている。

### 灯籠について（概説）

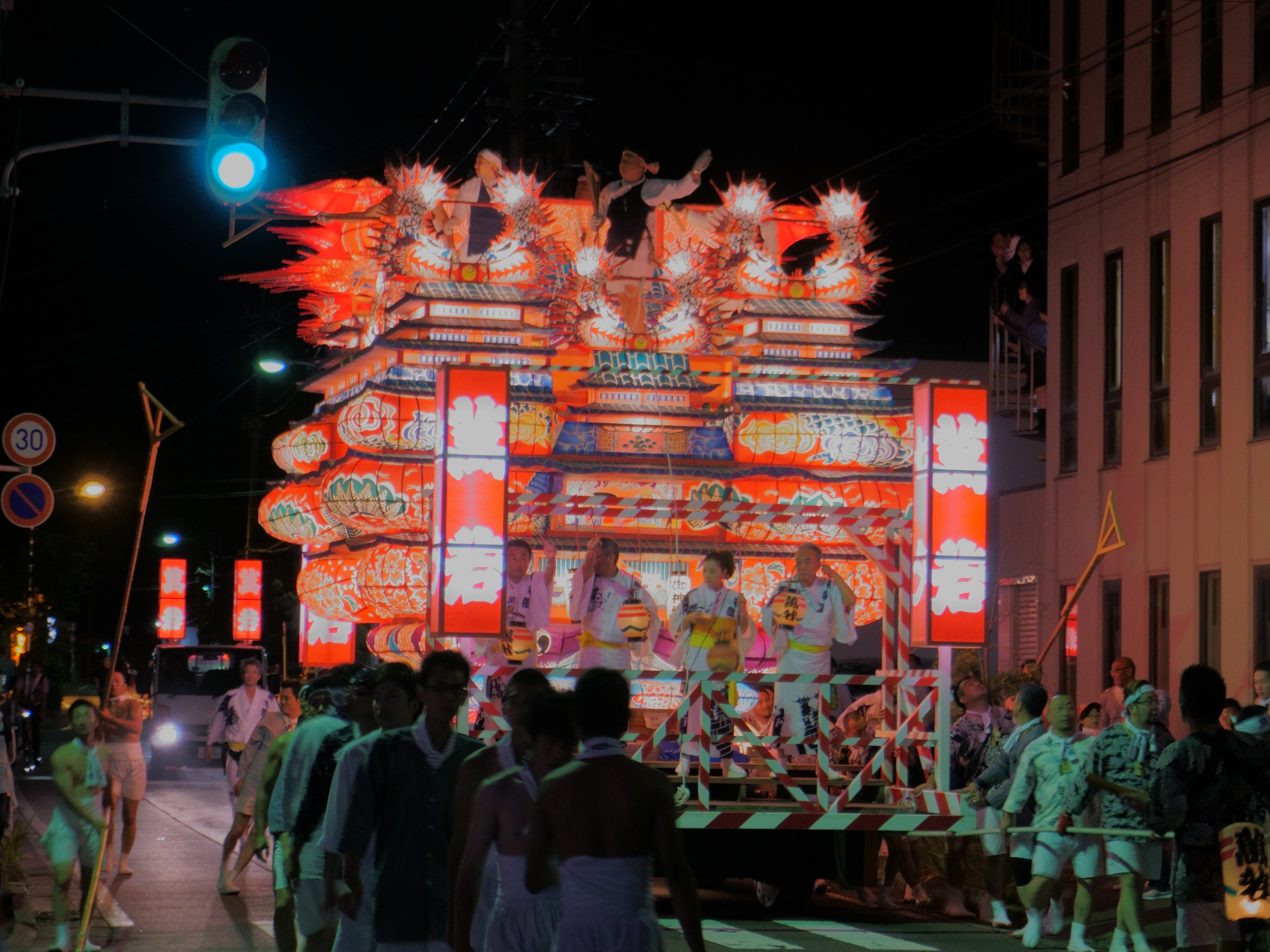
鯱飾りを倒して北羽新報本社前を通過する七夕灯籠（2018年・万町組）

役七夕の灯籠は城郭型と称するものだが、上部の鯱飾りが高さの半分近くを占める形態となっている。能代の七夕灯籠の形態は、天保期に地元の大工、宮腰屋嘉六によって制作された名古屋城天守を模した灯籠が好評を博したことから、幕末期に城郭型灯籠に統一されていったものと考えられている。この元来の城郭型灯籠は、現在の「天空の不夜城」の形態に近いものであり、鯱が巨大化した後代の姿とは異なる。役七夕の灯籠が鯱の大型化という変化を遂げたのはやはり昭和戦後であり、電話線の普及が背景にあった。電線に比べて電話線は低く張られたことから、灯籠全体の高さを抑え、鯱飾りを後ろに倒してクリアランスを確保する工夫がされるようになったのである。城郭型の灯籠は、城という政治権威への憧憬と、反面幕末期において現実の政治権力が失墜していく過程に対しての能代の町人の結束という二つの背景から受容されていったと言えるものだが、戦後の鯱の巨大化とその土台となる城郭の縮小は、元来七夕灯籠が持っていたこうした物語性を遠ざけることとなった。一方で、鯱の大型化は鯱流し行事に迫力をもたらし、また鯱飾りを倒して電線の下を潜り抜ける姿も、この祭りの見どころとなっている。

### 「天空の不夜城」と「こども七夕」
能代七夕「天空の不夜城」は役七夕に先立つ8月3日、4日に行われる観光行事であり、2013年（平成25年）から開催が始まった、役七夕とは別個のイベントである。交流人口を増やし地域を活性化することを目的に、能代商工会議所、能代観光協会、能代青年会議所、能代市役所が中心となって2012年（平成24年）1月に「天空の不夜城」協議会を結成、大型七夕の復元プロジェクトがスタートした。かつての姿そのままの大型灯籠の運行を可能にした背景には、能代市中心部の国道101号で電線類地中化が完成したことが挙げられる。2013年に明治後期の高さ8尺（約17.6m）と伝わる城郭型の灯籠を復元し、これは先述の宮腰屋嘉六の名前から、「嘉六」と命名された。翌2014年（平成26年）には2基目となる、高さ24.1mの灯籠が完成、こちらは檜山城を拠点とした当地の戦国大名、安東愛季に因み「愛季」と命名され、この年から大型灯籠2基体制となった。また、大型灯籠と合わせて「能代ねぶながし」からも能代若と呼ばれる灯籠2基が参加する。
なお、「愛季」の高さ24.1mは五所川原立佞武多を上回る日本一の高さである。また、運行区間が電線が地中化された国道101号上に限られることから、役七夕と異なり運行コースは一定で、市役所前交差点から通町交差点までの間となっている。
「こども七夕」は市内の子供達により行われる祭りであり、七夕ウィークの先陣を切って8月2日に行われる。こちらも「天空の不夜城」と同じく会場は能代市中心部の国道101号上、市役所前交差点から通町交差点までの間である。役七夕と異なり灯籠のモチーフは自由で、町内会ごとに制作されたアニメキャラクターなどをかたどった灯籠が会場をパレードする。
この他、能代市立能代第一中学校、第二中学校にはそれぞれ一中若、二中若と呼ばれる灯籠があり、2019年まで毎年9月に行われていたおなごりフェスティバルでは、同校の生徒達による七夕灯籠の運行が行われた。

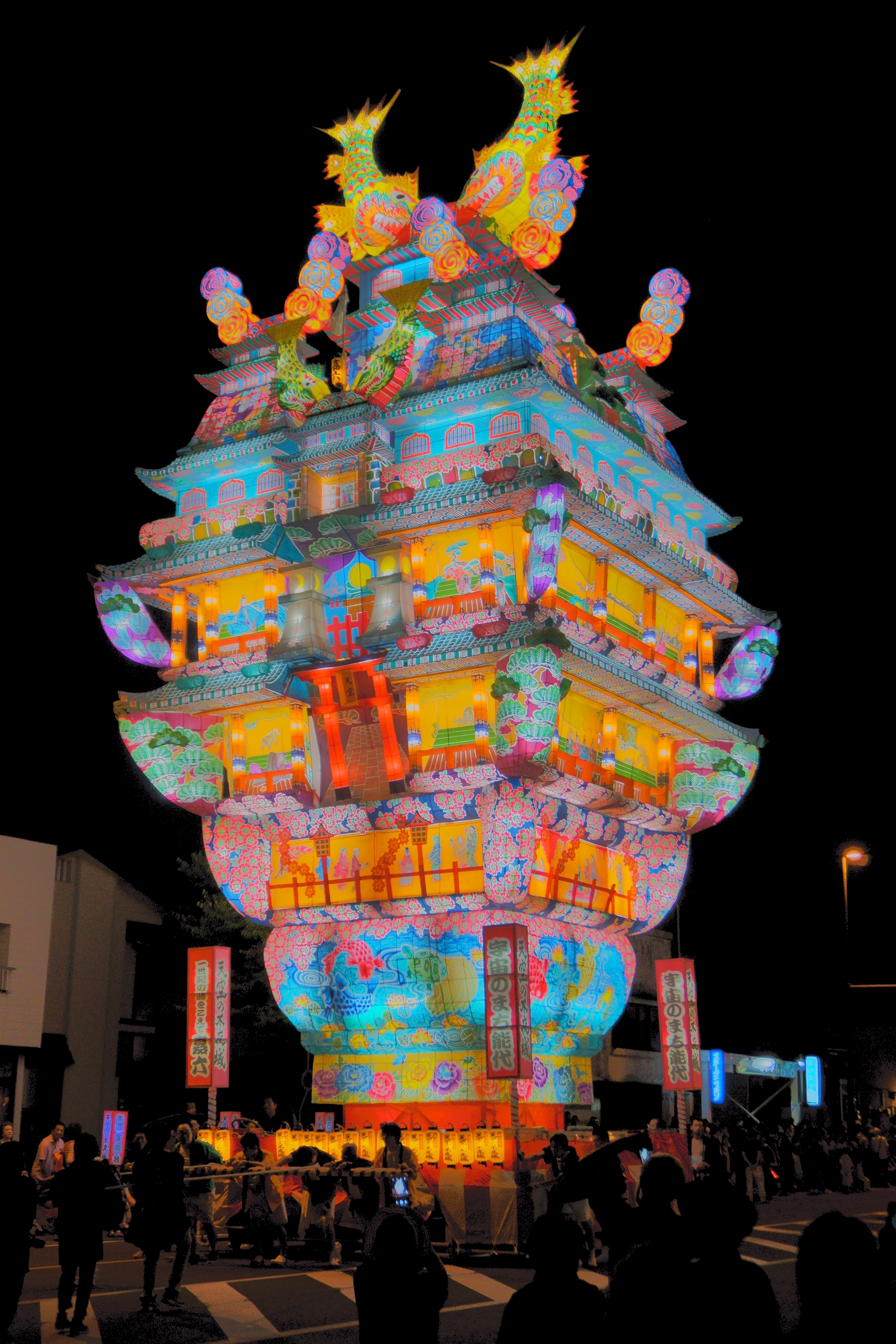
天空の不夜城『嘉六』
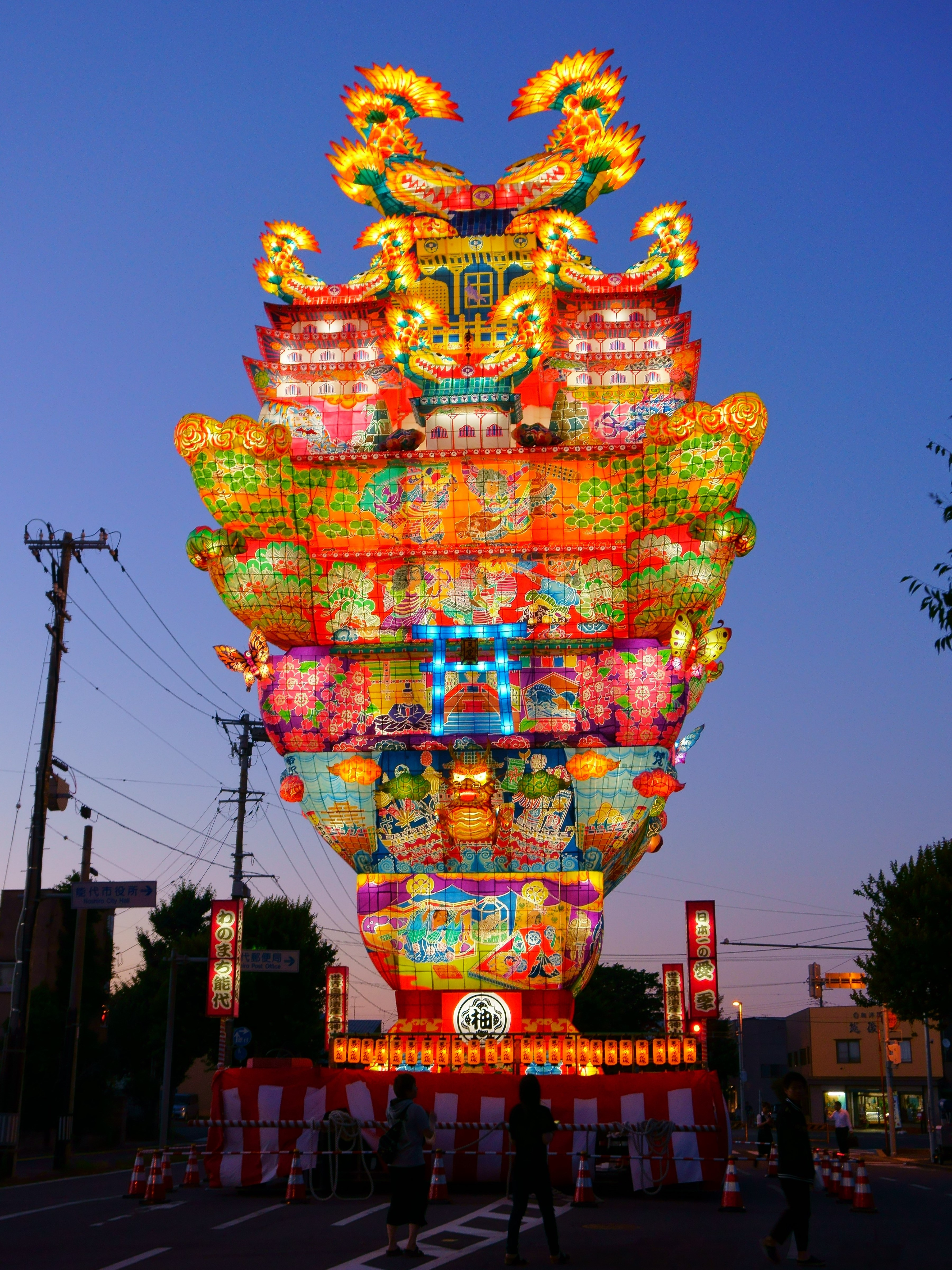
高さ日本一の七夕灯籠、天空の不夜城『愛季』
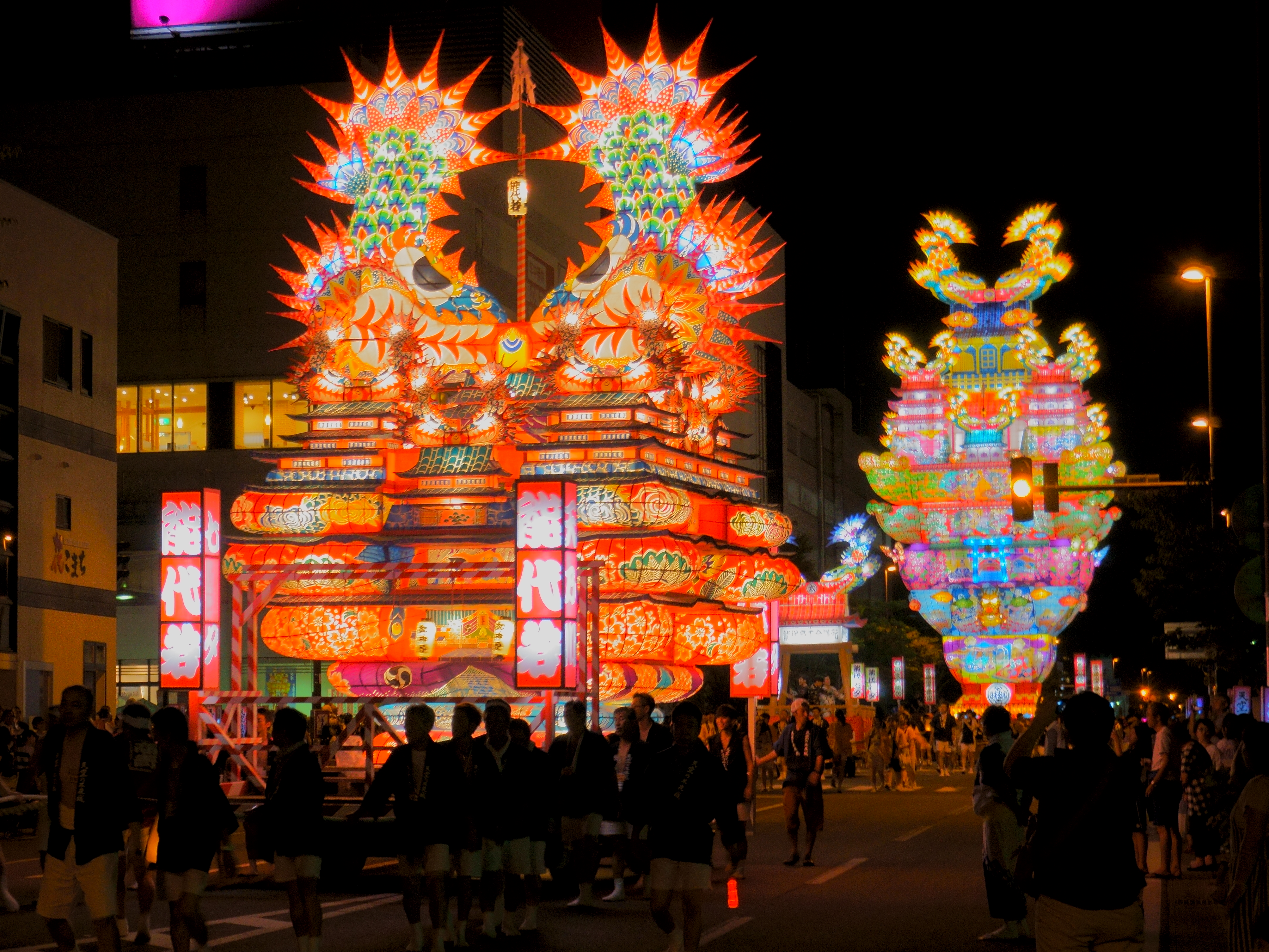
『能代若』と『愛季』（2018年）
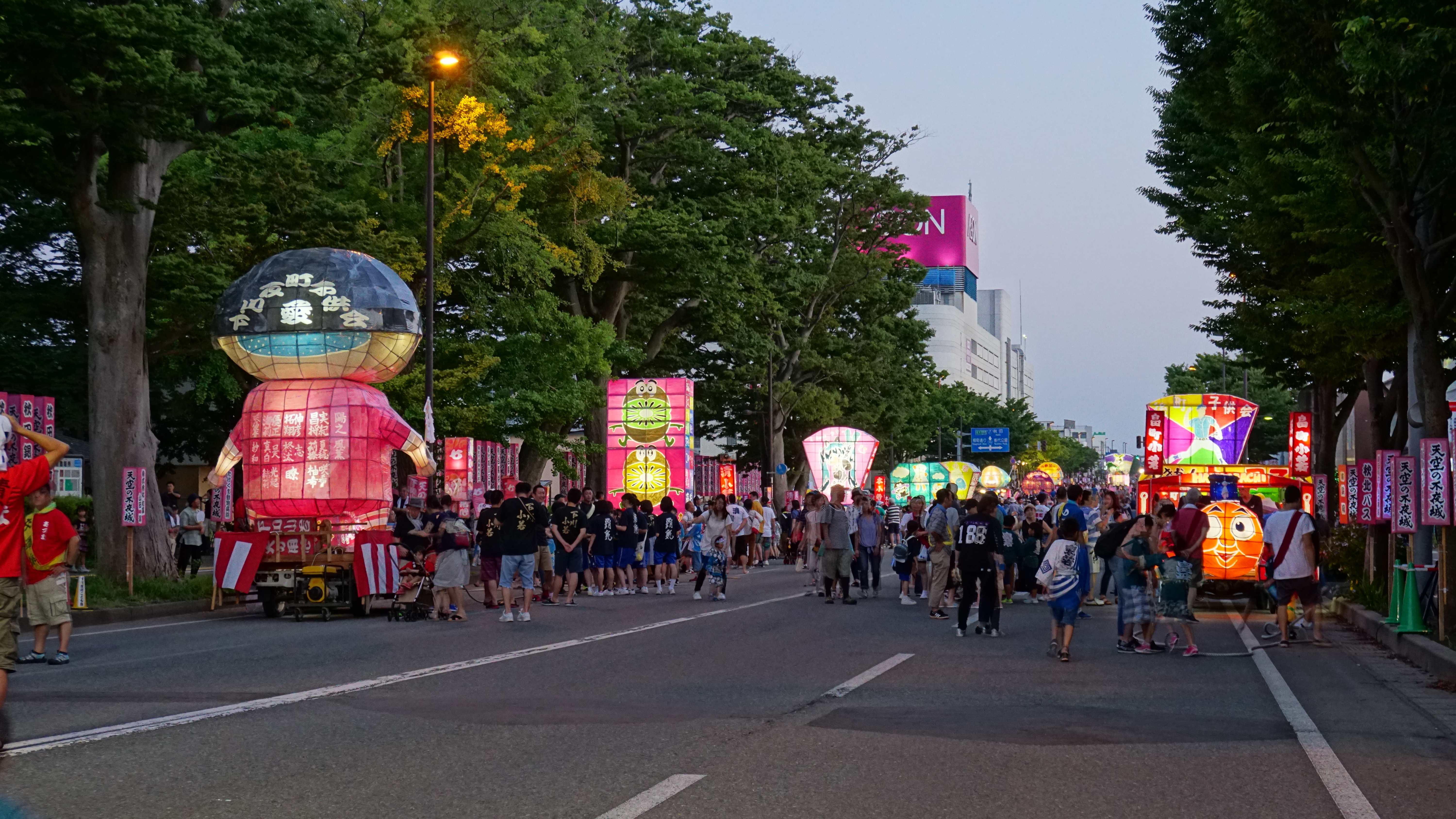
国道101号上を会場とする「こども七夕」
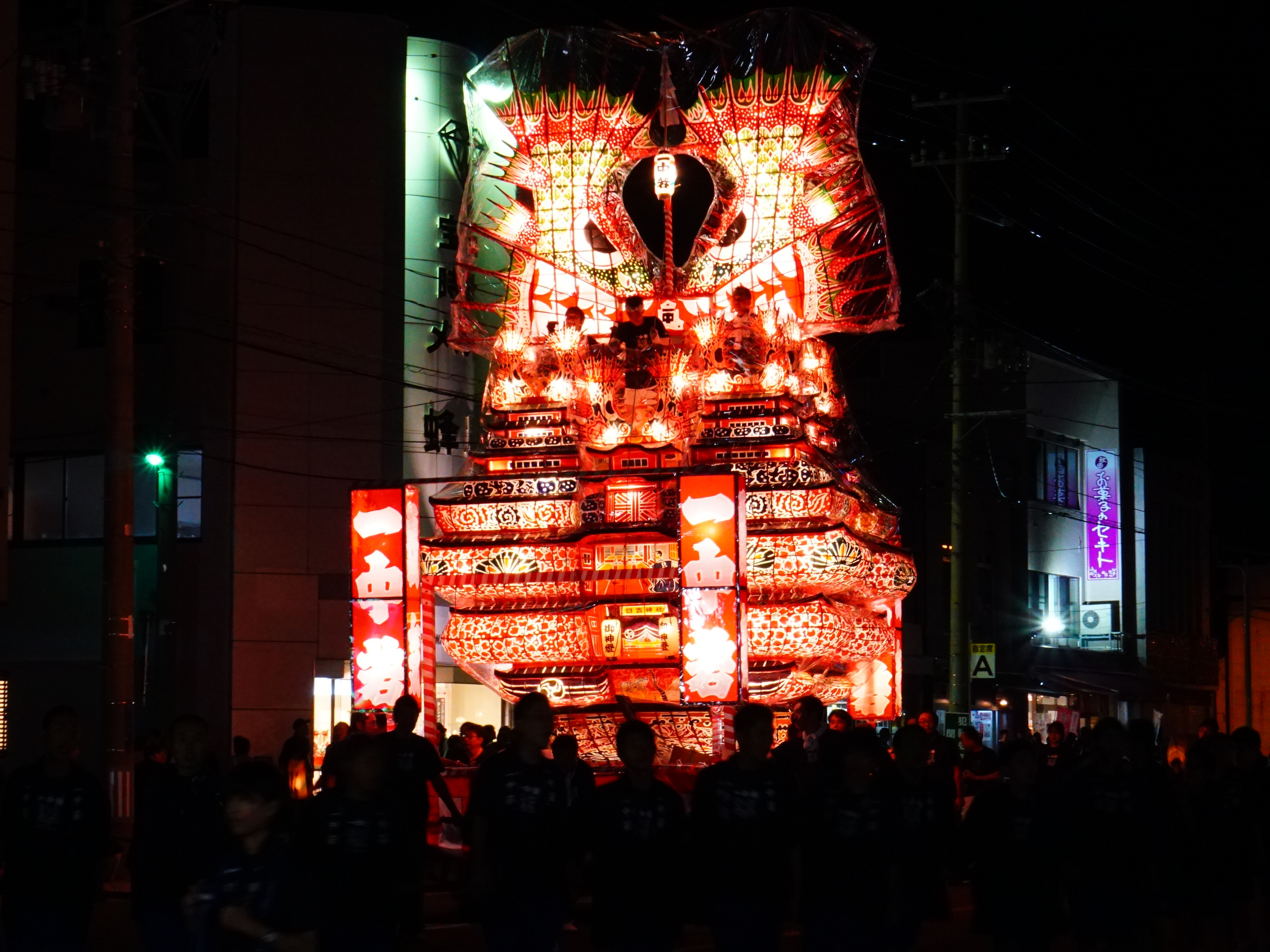
「おなごりフェスティバル」に参加する一中若
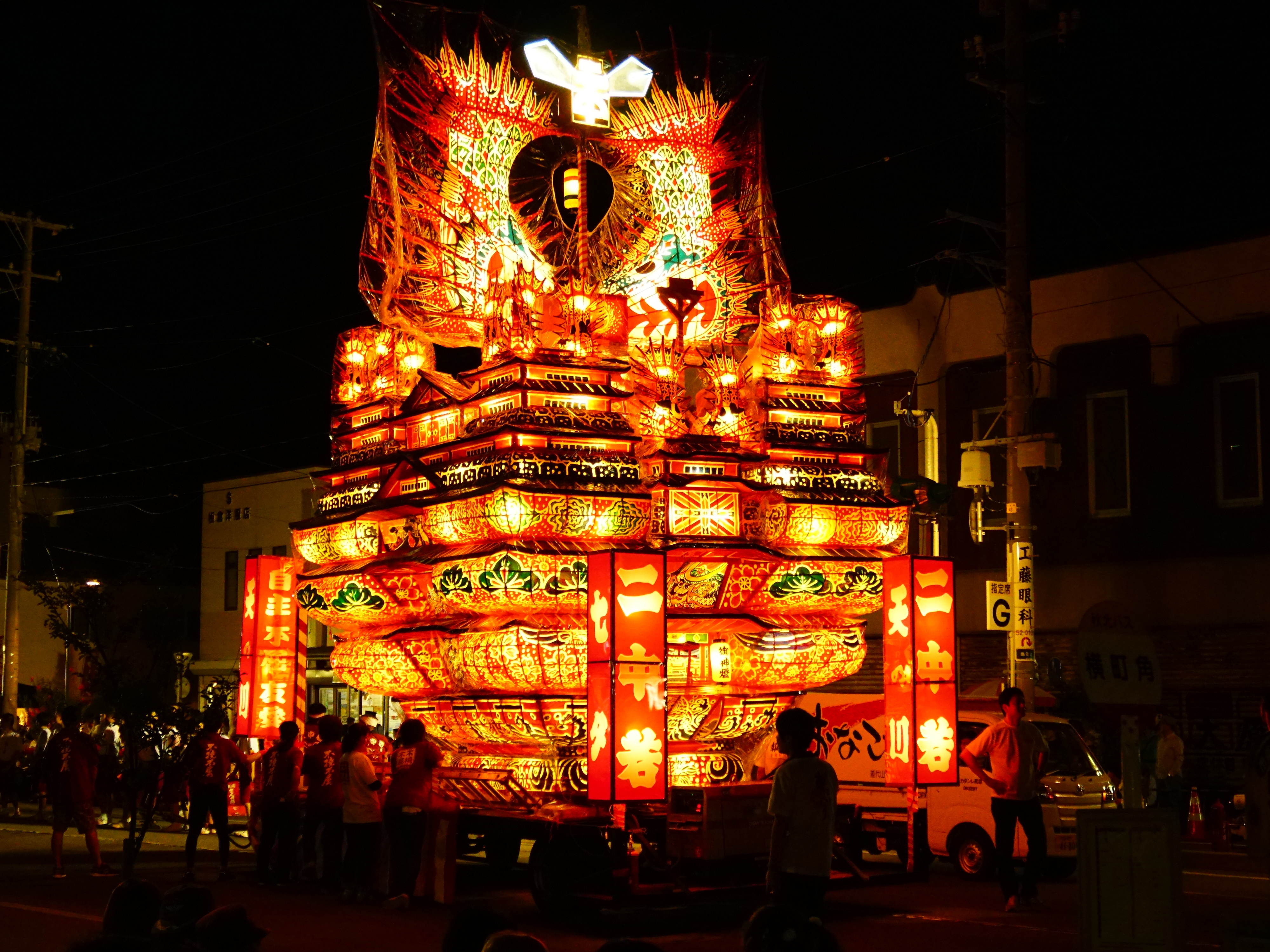
「おなごりフェスティバル」に参加する二中若

## 五町組制度について

### 近世能代における五町組の成立
能代役七夕を催行する七夕組の制度は、江戸時代に始まる能代の住民自治のしくみであった五町組（五丁組とも表記される）の制度を下敷きとしている。
近世の能代（宝永年間まで「野代」）は、日本海に向かって流れる米代川下流左岸に発達した東西に細長い都市であり、その後の発展にともない市街地が南へと拡がっていった。能代では、藩の首邑である久保田城下町（現在の秋田市）と異なり、住民の職業・商売ごとの町割りではなく様々な生計の人々が各町に混住しており、また初期には問屋や酒屋・質屋といった一部の商売を除き株仲間による組織化も行われなかったため、商売の権利をめぐって町同士の対立が目立つことは少なく、むしろ各町で相談の上、町場に課される税や各種賦役の平準化を図る慣習が形成されていった。
このような背景のもと成立したのが五町組（五丁組）であり、古くからある有力な5つの町（清助町、後町、大町、上町、万町）を親町（親丁）として、新興でより小さな規模の町を枝町（枝丁）として付属させる仕組みが江戸時代中期に形成された。なお、五町組制度の主眼はあくまで住民負担の平準化にあったため、親町とセットにされる枝町には変遷があり、各組の規模が大きく異ならないよう幾度か組み替えられた。したがって、枝町は必ずしも親町と地理的に接している訳ではない。

### 五町組における親町と枝町
後世の役七夕では、町組を単位として祭りを催行する当番が輪番で巡っているが、このローテーションは江戸時代の五町組に起源をもつものであり、清助町組、大町組、上町組、万町（萬町）組は、江戸時代からの名前をそのまま引き継ぐものである（柳町組は旧来の後町組に替わって1960年（昭和35年）に正式に成立したもの。後述）。そして、それぞれの町は祭りを催行するにあたって有志で七夕灯籠の運行組織である「若」を作り、町の略称と組み合わせた名前で呼んでいる（例：大町 - 大若、清助町 - 清若、等）。五町組の編成は以下の通りである。
| 組名             | 親町   | 枝町                                                     | 「若」の名前                                             |
| ---------------- | ------ | -------------------------------------------------------- | -------------------------------------------------------- |
| 大町組           | 大町   | 富町、下川反町、富町新丁                                 | 大若、富若、下川若、富新若                               |
| 上町組           | 上町   | 畠町、畠町新丁、東町                                     | 上若、畠若、畠新若、東若                                 |
| 万町組（萬町組） | 万町   | 中町、上川反町、幸町、羽立町                             | 万若（萬若）、中若、上川若、幸若、羽立若                 |
| 清助町組         | 清助町 | 馬喰町、御指南町                                         | 清若、馬若、御若                                         |
| 柳町組           | 柳町   | 新町、出戸町、本町、新柳町、柳町新道、住吉町、栄町、後町 | 柳若、新若、出若、本若、新柳若、柳新若、住若、栄若、後若 |

それぞれの町組は、親分にあたる親町（親丁）と呼ばれる町と、付属する枝町で構成されるのは前述した通りだが、枝町にさらに新たな町がつくことがある。例として上町組所属の畠町新丁は、上町の枝町ではなく、上町の枝町である畠町の枝町である。この場合畠町新丁は上町から見て孫にあたるが、子である畠町と同様枝町としてひとまとめにされている。なお、これらの町名はあくまで七夕への参加にあたっての町名であり、現在の行政上の町名と合致しないことに留意する必要がある（例として、後町は現在の町名では大手町であり、また下川反町や羽立町など町名としては現存しない）。役七夕の催行には五町組制度が深く関わっているが、今日では五町組とは役七夕や日吉神社御神幸祭（丁山祭り）といった祭礼においてのみ伝統的な枠組みとして現れるものであり、現在の行政上の機構や住民自治の仕組みと別個の存在である。
なお、役七夕の特徴として、祭りを催行するのはその年の当番にあたる一組だけであり、それ以外の四組は観客の側である。さらに、祭りの当番年にあっても、五町組の親町が必ず祭りの大丁（祭りの当番町として同じ組内の各町を統括する役割を持つ。詳細は後述）を務める訳でなく、各町組を構成する町々の間であらかじめ大丁の順番が取り決められている。同じく上町組（上町、畠町、畠町新丁、東町の4町で構成）で説明すると、上町組の当番が5年に1回であり、さらに上町組を構成する4つの町が順番に大丁を務めるため、個々の町に大丁の順番が回るのは20年に1回ということになる。当番年の町組の中で大丁以外の町は、加勢丁として大丁をサポートするため、4町で構成される上町組の場合、大丁1、加勢丁3の体制となる。このような町組の中での大丁の順番を決める取り決めがなされるようになったのは昭和戦後になってからで、上町組では1947年（昭和22年）のことである。また、古くは「親しみ丁」と言って当番年以外の町組からも加勢丁が参加して七夕灯籠を出すことがあったが、現在はどの町組も組外の町からの加勢を受けていない。
ただし、以上で述べた七夕灯籠の参加数はあくまで原則論であり、町内の世帯数減少を背景として枝町が合同で七夕灯籠を1基だけ出すことも珍しくない。例として万町組では、1973年（昭和48年）以来、親町である万町のみが大丁を行い、枝町である中町、上川反町、幸町、羽立町が合同で灯籠を出して、2基体制での運行となっている。さらに近年は町内の高齢化や人口減少を背景として、清助町組では加勢灯籠が出ない事もある。

### 大丁と加勢丁
大丁とは、役七夕を催行するにあたっての町組の中での当番であり、祭りの諸事一切を取り決めて加勢丁を主導し、七夕灯籠の運行では最後尾を務める。大丁と加勢丁の立場の違いは七夕灯籠の鯱飾りにも表れており、大丁の鯱はヒレを張り出したギザギザの尾で、加勢丁のそれはなだらかな丸みがつけられ、鯱の尾の部分に雲が書き入れられている。一方、町組の中での親町の立場は、儀礼化されている大丁と加勢丁の連絡・応接の中で、権威として色濃く残っている。枝町が大丁を務める場合、親町から正式な大丁要請の使者が来て、それを受諾し使者をもって返答することではじめて大丁として振る舞えるのである。なお、本段落冒頭で「大丁とは、役七夕を催行するにあたっての町組の中での当番」と記したが、この意味合いで大丁という語を用いるのは上町組、万町組、清助町組、柳町組であり、大町組では役七夕の当番を指して「親丁」と言い、町組の中の親町を指して「大丁」と言っており、用語の意味合いが逆転している。昭和30年代から40年代にかけての新聞報道でもしばしば七夕の当番町を親町（親丁）と記したものがあったり、大丁という語句を用いず単に当番町（当番丁）と記すケースも多くみられることから、親丁と大丁の用語の意味と語法は絶対的なものでなく、慣習や時代の経過によって変化しうるものと考えられる。
役七夕の実行組織である「若」の内部では、上下関係が厳格に守られており、8月1日の会所開きをはじめとして、行事の節々で厳粛な作法が求められる。その一方で、五町組間での引継ぎは行われず、毎年祭りが終わると暗黙の了解のもと翌年の組に引き継がれているのである。大町組、上町組、万町組、清助町組、柳町組というローテーションは明治中期以降暗黙の裡に引き継がれ続けてきたものであり、またこれら五町組を横断する組織も存在しない。しかし、旧能代港町の町割りに沿った五町組の枠組みは、その後の市街地の拡大に必ずしも対応するものでなく、五町組の改革は役七夕を全市的な行事に改めるための七夕改革論の焦点として、後々まで横たわることになるのである。

## 若について
「若」とは、七夕に参加する各町の住民有志の総体である。すなわち、七夕の当番年にあたると、その町組に所属する各町で祭りに参加する住民によって実行組織である「若」が組織される。町組の中でどの町が大丁を務めるのかはあらかじめ申し合わせによって決められているが、儀礼として親町の「若」により大丁就任を要請する使者が遣わされ、当番町の「若」がそれに対し使者をもって受諾を伝えることで、はじめて大丁としての振る舞いが許されることになる（親町が大丁にあたる場合この過程は省略される）。そして、大丁の「若」では同一組内の「若」に、役七夕への参加を要請し、その年の組織体制を作る事になる。このやり取りを加勢要請と加勢受諾と呼ぶが、これらもまた使者をもってやり取りし、その応対は儀式化されたものとなっている。
「若」の内部構成は各町によって異なるが、いずれも階級的な組織となっており、七夕灯籠の曳き手や笛・太鼓の奏者である「若者」と、祭りを統括する立場にある「若長」、さらに若長を引退して後見・顧問・相談役などとなった高位の役職者によって構成される。このうち運行の主役を担うのは若長と若者の2つの階層である。
若長は祭りの諸事を中心的に取り仕切る階層であり、町によって条件は異なるが、今日では若者の停年である42歳以上で、一定年数以上若者の役柄を勤めた経験者が昇進する。しかし、古くは若長になるためには家柄が判断されており、要求される拠出金の観点からも、実質的に町の富裕層以外から若長となることは不可能であった。したがって戦前は若者から若長に昇進する階梯がなかったばかりか、1975年（昭和50年）頃まで、家柄だけでなく、同町に三代以上定住していることまで若長就任の要件とするような町も存在していた。戦後に七夕改革論が求められる中で差別排除と平等化を求める声が強まり、前近代的な制度が解体されていくが、戦後でも若者が若長に昇進する階梯が存在せず、「若長 - 顧問 - 後見」に昇進するコースと、「若者 - 若者頭 - 相談役」に昇進するコースの複線的な階梯が併存する町も存在した。これは旧来の家柄を背景とする制度の名残と言えるものである。
また、若長階級の中には更に幹事長あるいは筆頭若長、応接若長、若長長、常任若長、当年若長、担木若長といった細かな役職が存在する。これらはより経験のある若長が高位に昇進して後進の若長を指導する仕組みであると同時に、高位者であるほど拠出金を多く出して七夕に貢献する応能的負担の仕組みでもある。また、本節冒頭で記したように、他町の「若」に対しては、使者を遣わしてやり取りをするが、これを担うのが応接という役職である。古くは若者、若長とは別に階級としての応接が存在しており、事理に通じ弁舌の爽やかな者がこれを勤め、若者の中から抜擢されるケースと、若長の中から選抜されるケースが存在したが、これも若長階級の中に吸収される形で、応接若長と呼ばれるようになっていった。
後見・顧問・相談役といった役職は、若長として多年の貢献があり、若長を卒業した町の長老格が就任する役職であり、七夕灯籠の運行時は羽織を着用し車に乗って灯籠の後ろを進むことになる。なお、総務の役職はこうした羽織組の1つとして位置付けている町と、若長階級のうち上位の実務者の役職として位置付けている町とに分かれる。また、若長階級では原則として羽織の着用は許されていない。もともと「若」「若者」「若長」という名前に見られるように、本来この祭りの担い手は青壮年層であり、その停年を過ぎた卒業者は、祭りに参加しないという決まりがあった。しかし、この年齢を過ぎてなお行列に参加しようとする人々の絶えなかったことが、役職者が七夕灯籠の後ろに行列を作ってついていく形態を出現させる背景になったものと考えられる。また、若長階級の細分化に見られる供出金負担の応能化という性格は高位の役職者で更に強まり、現在では後見が最高額の拠出金を負担する仕組みとなっている。
なお、本節冒頭で「『若』とは、各町の住民有志の総体」と記したが、住民と七夕への関わりの程度によって、2つの性格に分けられる。一つは、七夕灯籠の制作・運行のための資金は若長以上の役職者によって拠出され、「若」内部の人事も独立していて町内会が関わらないタイプであり、この形態を若長七夕と呼ぶ。もう一つは、「若」内部人事の選出に町内会があたり、町内会からも資金が拠出されるなどより住民参加意識が強いタイプであり、この形態は町内七夕と呼ばれる。一方、先述したとおり七夕における町割り及び「若」と、現在の住民自治組織である町内会あるいは行政上の町名とはそもそも一致していないので、町内七夕として参加する東町を例に挙げると、東町域内にある各町内会が連合町内会を結成し、その総会の決議によって七夕参加の可否を決定することになる。

## 祭りの流れ

### 会所開き

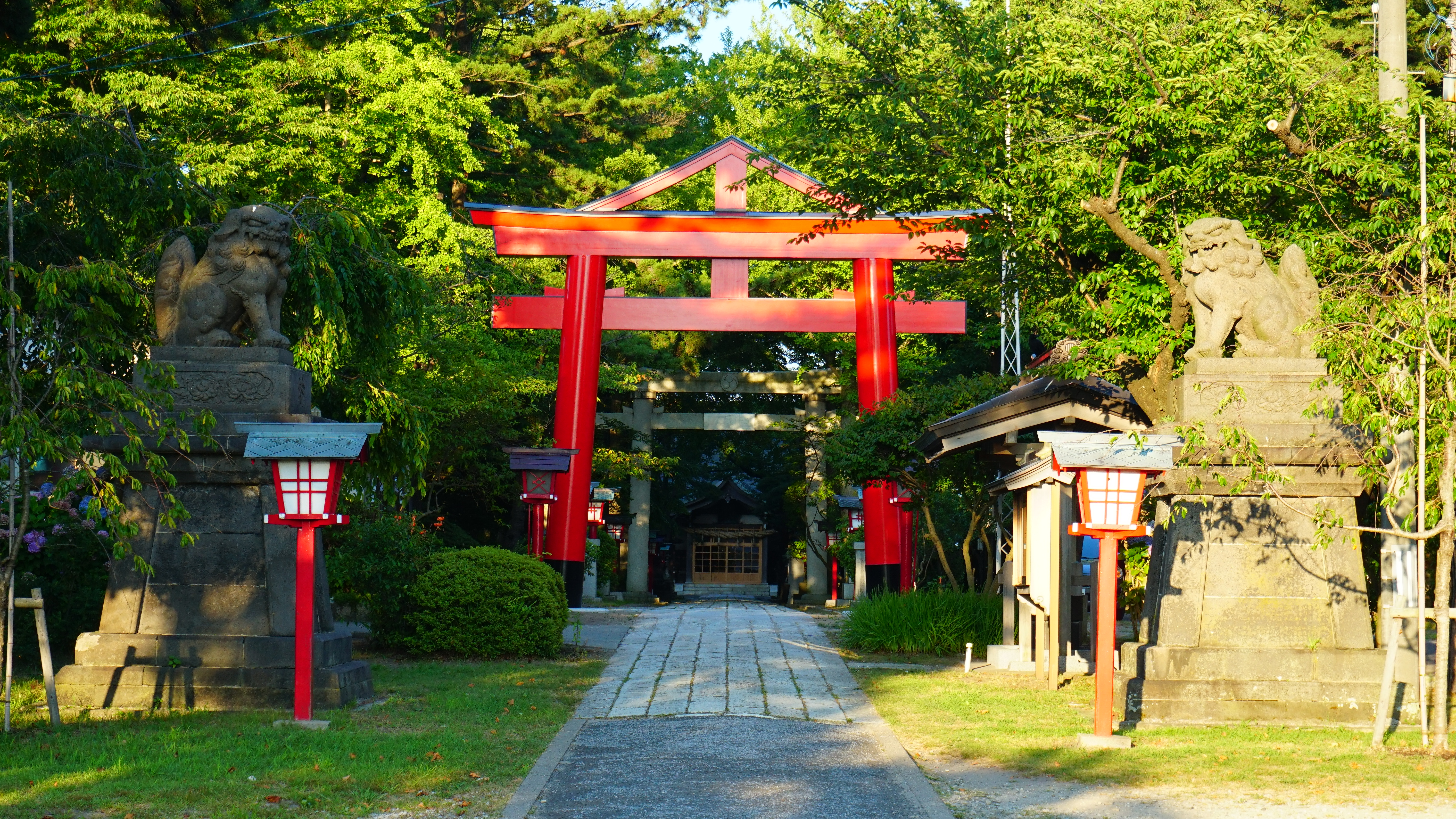
会所開きに先立って祈願が行われる日吉神社

役七夕の行事は、七夕灯籠の運行に先立つ8月1日の会所開きから始まる。祭りに参加する各町の会所に祭壇が設けられると、各町2名ずつの代表者が、能代鎮守である日吉神社に向かう。この時の格好は七夕正装と呼ばれる、浴衣に白手拭、白足袋に白鼻緒の草履を履いたものであり、ブラ提灯という丸型の提灯を持参する。役職者は更に絽の羽織を着用する。日吉神社で行事の安全について祈祷を受けると、御幣が授与されてそれを各会所に持ち帰ることになる。この御幣は各町の会所の祭壇に安置されると、後に七夕灯籠の鯱飾りの中心に取り付けられて御神体とされる。なお、大町組のみ日吉神社に出向くのでなく、同神社の神職が大町の会所に出向く習わしとなっている。
御幣が安置された後は、挨拶回りが始まる。前節冒頭で述べたように、大丁を務める町から使者が出向き、同じ町組の各町に正式に加勢要請を行う。この際挨拶に回る町の順番もあらかじめ取り決められており、また挨拶の所作や口上も儀式化されたものとなっている。この挨拶回りが終わると今度は加勢丁から加勢受諾の使者が送られ、同様に返礼の挨拶が行われる。この後正式な会所開きが行われ、役七夕を行うことを内外に正式に宣言する儀式が行われるとともに、全ての参加者の役職名簿が公表されることになる。会所は役七夕催行にあたっての事務局であり、その設置を意味する会所灯籠に明かりが灯されてはじめて寄附を募ることが可能になるのであり、あわせて会所開き式では太鼓の打ち初めと音頭上げも行われる。

### 魂入れ
かつては会所開きとともに七夕灯籠の制作がスタートしていたが、現在では七夕灯籠をリース会社から借り入れているために各町で灯籠の制作は行っていない。代わって重要なしきたりとして行われるのが鯱の魂入れで、6日早朝または5日夕刻に行われる。1日に日吉神社より推戴した御幣を鯱の真ん中に取り付けると、その下に町名を記した騎馬提灯を取り付け、ついで鯱に目を書き入れていくことになる。「若」の最高職である後見から順に、左右2対の鯱の4か所に目を書き入れ、灯籠の本丸御殿に取り付けられると完成となる。灯籠が完成すると大丁の応接担当者が加勢丁に向かい、運行への協力を再度依頼する挨拶に向かう。

### 廻丁

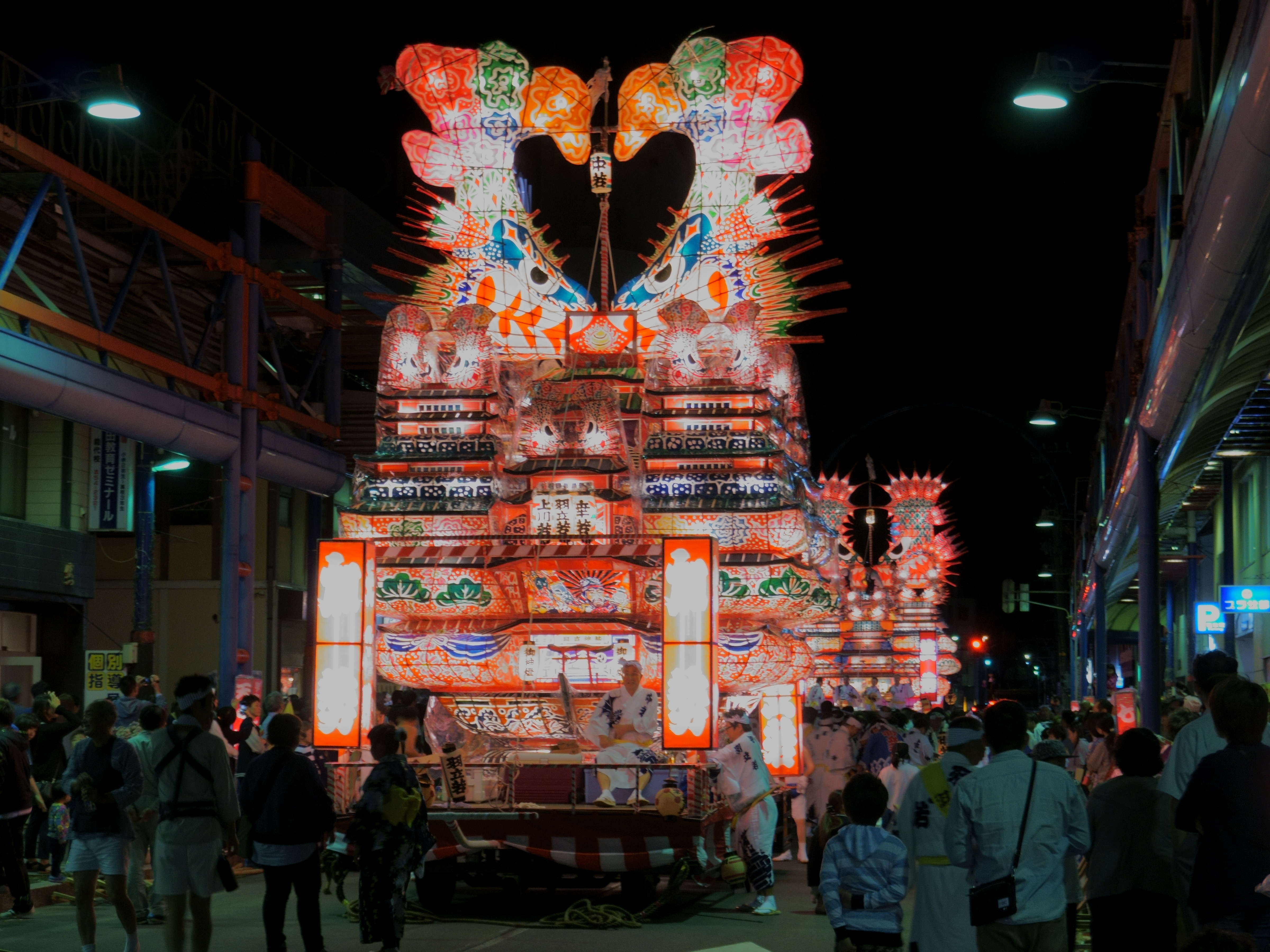
柳町商店街にて休止中の様子（2018年）

8月6日の行事の本番となるのが廻丁（回丁）すなわち七夕灯籠の運行である。魂入れの後それぞれの町の会所まで運ばれた七夕灯籠は、午後になると自丁廻丁といって、自分達の町内でのお披露目のために練り歩く。七夕灯籠の行列は、先頭から順に田楽灯籠、太鼓、笛吹きに始まり、灯籠を引く若者らが続く。若長階級の者は灯籠の周りを徒歩で随伴するが、担木若長のように、若長の中でも高位の者は灯籠に乗り込んで、提灯を上下に振って観客に挨拶をする役割の者もある。その後ろには後見ら羽織組の役職者が、トラックの荷台に乗り込んで後ろに続く。なお、ここでも高位の者ほど後列になるという原則は踏襲されており、後見が最後尾となる。
自丁廻丁が終わると全ての灯籠が所定の場所に集結し、夕刻には全廻丁と呼ばれる揃っての運行となる。全廻丁では町組内の全ての町を回るが、毎年担当の町組が異なるため、運行コースは毎年変わることになる。ただし、基本的に自分達の町組内を運行する一方で、どの町組も市役所前をコースに組み込んでおり、必ずしも自分達の町組内でのみ運行が完結する訳ではない。特に区域の小さい万町組、清助町組ではそのコースの多くで域外に足を延ばしている。宵の口に大休止があって太鼓の揃い打ちが行われた後、再度廻丁が行われ、最後は解散式が行われる。解散式の後、全ての灯籠はそれぞれの町の会所に向かって帰還する流れとなる。

### 鯱流し

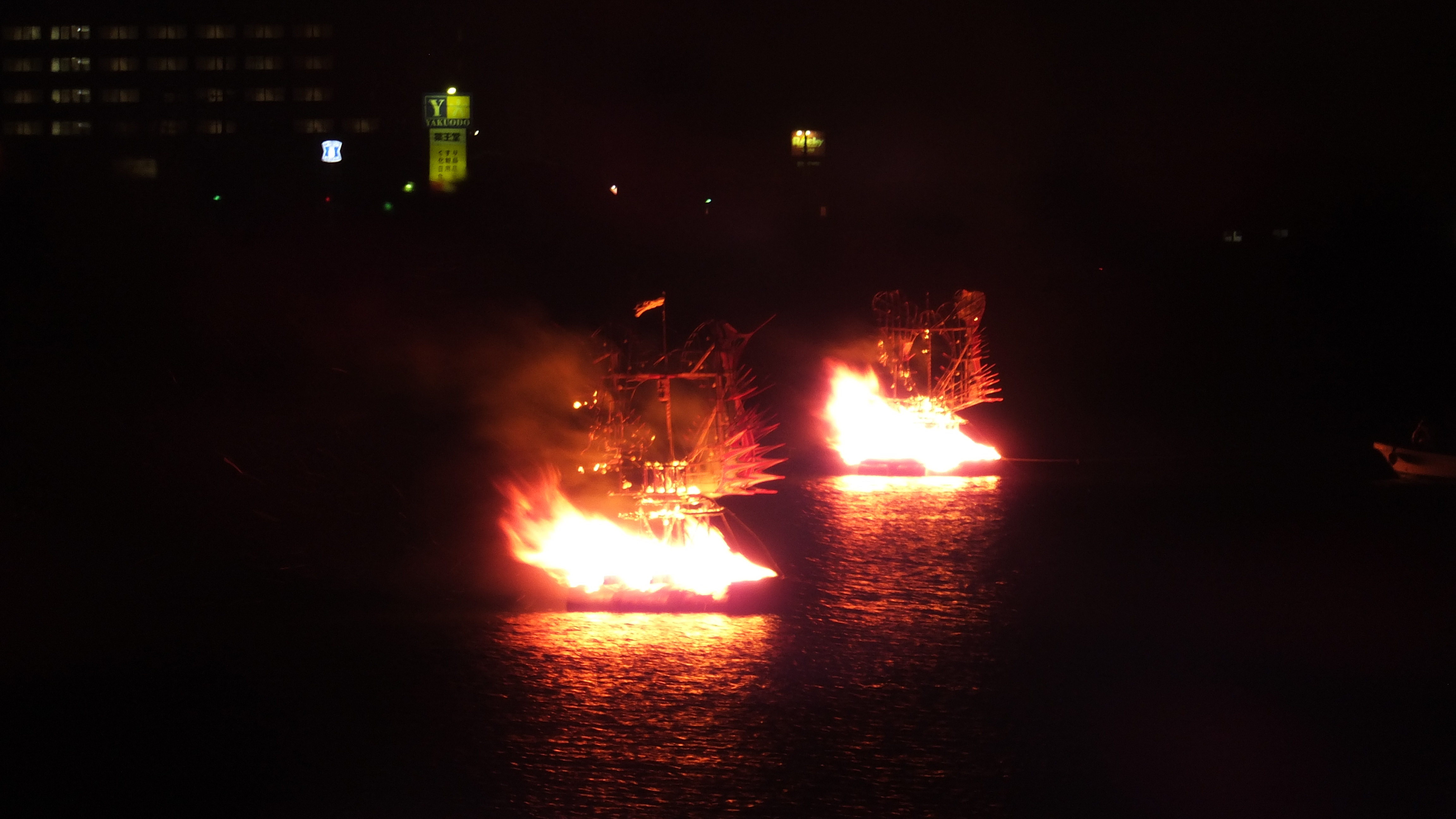
米代川で行われる鯱流し（2017年）

役七夕の行事の掉尾を飾るのが鯱流しである。七夕灯籠から鯱のみが取り外されて担木（たぎ）と呼ばれる台車に移し替えられ、午後には鯱のみで自丁廻丁が行われる。前日の廻丁と異なり運行コースも簡略化されており、また6日の廻丁時には灯籠に乗車して運行の音頭を取る役職である担木若長も、この日は乗車せずに徒歩で随伴するのみである。夕刻に各町の灯籠が集まると米代川に揃って向かい、能代市総合体育館付近の堤防で、鯱が筏に移し替えられる。米代川の中央付近に浮かべられた鯱に火がかけられて流されると、祭りは終わりを迎えることになる。

## 祭りの歴史

### 初期の祭りの姿
能代の七夕の起源は、一説には阿倍比羅夫や坂上田村麻呂が蝦夷征伐の際におびただしい数の灯籠を掲げておびき寄せ、蝦夷を撃破したという故事に由来するとも言われるが、これは後世に付会された伝説の類であり、信憑に足るものとみられてはいない。能代における七夕行事の文献上の初出は、寛保元年（1741年）に宇野親員が著した『代邑聞見録』である。そこでは7月6日夜から7月7日朝にかけて「ねぶ流し」と呼ばれる行事が行われ、子供たちが組を作って「ねふねふ流れ流れ豆の葉にとまれとまれ」と囃し立てながら灯籠を持って練り歩いたことが記されている。『代邑聞見録』の記述からは、七夕が子供主体の行事であるものの、ある程度組織だって行われており、道具の準備や囃子の練習などで、大人の助力や年長の子供から年少の子供へと行事を伝える仕組みが既にあったことが推測されている。
次いで文献に登場するのは『代邑聞見録』から70年ほど下った文化年間の『風俗問状答』で、これは江戸幕府が全国の文化・習俗を調査するため諸藩に宛てて送った『風俗問状』に対する秋田藩からの回答である。ここでは『七月』の記事の中に『七日 星祭りの事』として一項が立てられ、「(上略)この眠流してふこと、城北の能代の港にはことにはなやかに候。わたりは二丈ばかり高は三丈にも四丈にもする屋台人形さまざまの工夫を尽し、皆蝋引きたる紙にて五彩をいろどり、瑠璃燈に似たり。年々新奇を競ひ、もとも壮観に候。」と記されており、趣向を凝らした七夕灯籠による華やかな祭りの姿が記されている。なお、『風俗問状答』に付された挿絵には、灯籠に車輪がついていないことから、この当時は七夕灯籠を担いで運行したものと考えられている。

### 「ねぶり流し」から「役七夕」へ
前述の『風俗問状答』七月の記事中には、七夕灯籠の制作・運行と五町組との関わりは記されていないが、同じく能代の祭りとして一項が立てられた能代鹿嶋祭の記事の中では、毎年の当番町が祭りに使う舟と人形を作っていた旨の記述があることから、五町組が祭りに関与する形式は、鹿嶋祭では19世紀第一四半期に既に確立していたとみられる一方、七夕行事ではまだなかったものと推測されている。しかし、幕末慶応年間に檜山（現在の能代市東部、檜山地区）浄明寺の住職・法傑が記した日記には、畠町（上町組）、富町（大町組）、万町（万町組）がそれぞれ出した七夕灯籠を巡って争論が発生した旨の記述があり、この頃には五町組が祭りの運行に携わるようになっていたと考えられる一方、複数の町組から七夕灯籠が出ていて、年番の町組のみが祭りを執り行う後年の様式とは差異があることも読み取れる。これは明治維新を迎えて以後もしばらく変わらず、1873年（明治6年）の祭りでは新町（後町組）、畠町（上町組）、羽立町（万町組）、馬喰町（清助町組）から七夕灯籠が出ている。現行の町組による当番制が確立した時期は明確でないが、1893年（明治26年）の資料には「本年は清助町当番にて」と当番制を所与の前提として書かれた記述があることから、明治中期には当番制があったものと考えられている。ただし、「親しみ丁」の関係に見られるような、当番の町組以外の町が加勢丁として七夕灯籠を出すケースはその後も見られた。このように、19世紀の数十年間を通して、五町組が祭りの主体となる様式が形成されていったのである。
また、概要で述べた通り、明治期まで祭りの呼称は「ねぶ流し」「眠ながし」「ねむた流し」、あるいは単に「七夕」であり、「役七夕」と呼ばれてはいなかった。この時期における「役七夕」とは、七夕行事の中で当番町たる大丁が出す七夕灯籠固有の呼称であり、加勢丁が出す七夕灯籠とは規模の上で一線を画すものであった。それが次第に行事そのものの呼称へと意味合いが変化していくことになるが、その時期もまた明確でない。しかし、大丁が出す七夕灯籠を指して役七夕という用例は昭和戦後の北羽新報の新聞記事まで連綿と見られるものである。能代の七夕行事は1996年（平成8年）に秋田県教育委員会によって県の選択無形民俗文化財に選択されているが、その際に選択された名称は、古称に沿った「能代のねぶ流し行事」である。

### 七夕を巡る悪習との相克
七夕行事を巡っては古くから町まちの間でトラブルが絶えなかった。それらは各種の争闘・暴力行為、寄附の強要、子供・学生による暴力的あるいは卑猥な言動などで、たとえば1895年（明治28年）には大町（当番町、大町組）と柳町（後町組）との間で衝突が起き、仲裁に入った警察官が重傷を負う（のち死亡）出来事が発生、また1898年（明治31年）には清助町（当番町、清助町組）と富町（大町組）とが衝突し、この時は300人が入り乱れる大乱闘となった。この騒動の発端は清助町組所属の馬喰町が勢揃いの時間に遅れた事で、先着した富町が本来馬喰町の着くべき位置に着いてしまったことによる。このことを巡り富町と争論になり、一旦は富町が相手方を論難して居座ったものの、翌日これを遺恨とした清助町、柳町、新町の若者たちが待ち伏せして富町と乱闘騒ぎに至ったのである。その後この出来事は、一方の当事者である富町との間よりも、むしろ同じ町組内である清助町と馬喰町との間に確執を生み、以後数十年に渡って両者は互いに加勢しない関係となってしまった。清助町と馬喰町とが和解したのは実に1959年（昭和34年）のことであり、当時の能代市長柳谷清三郎の仲介で、ようやく両者の関係が正常化されるに至った。一方、1898年の争闘で共闘したことを契機として、清助町と柳町は互いを「親しみ丁」と呼び合い、互いに加勢丁の灯籠を出して協力し合う関係も生まれた。この親しみ丁関係もまた1959年の清助町と馬喰町の関係正常化まで続くこととなった。また、これらの明治中期の争闘により、1899年（明治32年）に当番年を迎えた後町組では、後町が大丁を務め難いとして辞退を申し入れ、七夕組から離脱する事態となってしまった。これを肩代わりしたのが組内の柳町であり、以後実質的な親町となった。1960年（昭和35年）には正式に柳町が親町となって柳町組を再編成、あわせて後町の七夕組への復帰を承認している。
また、寄附の強要も問題視されており、古くはテコ入れ（太鼓入れ）と言って寄附を出さない家に対して、家の中に押し入って太鼓を打ち鳴らして嫌がらせをしたり、物を投げ入れたりといった行為が度々行われていた。家の前に丸太を打ち込んでムシロを垂らし、七夕を見せないという嫌がらせがあったとも伝わる。このような悪弊や、集まった寄附金を一夜のうちに、それも大半を飲み食いで費消してしまうという濫費の問題から、明治末期から大正時代にかけて、七夕改革論や果ては不要論までもが現れることになる。そして、議会や行政を巻き込んで七夕改革論が検討され、当時の能代港町によって行政主導で町営七夕が試みられることとなった。

### 大正期の町営七夕
従来の七夕を一旦廃して町営七夕が開始されたのは、1916年（大正5年）のことである。やはりきっかけとして寄附の強要が背景にあり、当時の能代港町長小林天風が著した『能代港町史』にもそのことが記されている。この時は当時の消防団員のほか、役場の職員も総動員して世話役とし、町の予算から391円を支出して初の町営七夕を実行した。続く1917年（大正6年）も同様に町営七夕を行ったが、結局のところ町民の支持を得られず、町営七夕に熾烈な反対の論鋒が向けられるに至った。そこで翌1918年（大正7年）には形式を改めて日吉神社・八幡神社の境内に隔年で七夕灯籠を安置して飾ることとしたが、動かない灯籠では見栄えもせず、酔っ払いによる投石も頻発したため、結局1926年（大正15年）をもって町営七夕を廃止し、元の町組による催行に復することとなった。この10年間で町が拠出した金額の累計は2,190円に及び、町営七夕の試みの挫折は、五町組の町々から行政への不信が生まれる端緒となった。
一方、この時期の七夕は、度々皇族による台覧の栄誉に浴している。1908年（明治41年）に皇太子時代の大正天皇が能代に行啓した折、秋田木材会社に御立寄所を設営し、高さ15mの七夕灯籠を飾って歓迎している。また、1911年（大正10年）8月5日に秩父宮・高松宮が来能した折も秋木偕楽社の前で曳き七夕灯籠を台覧、1915年（大正14年）10月16日には当時皇太子にして摂政宮であった後の昭和天皇が陸軍大演習のため能代を行啓した際も、七夕灯籠を台覧している。

### 昭和前期の七夕改革論
大正期の町営七夕が挫折し、時代が昭和に移り変わってからも、引き続き七夕を巡る様々な悪習の問題が横たわり、改革の必要性が指摘されることとなった。この時期における悪習の原因は、一概に七夕固有の問題にあるともいえず、昭和恐慌期に入って労働者階級の困窮が進んだことで七夕がその鬱屈のはけ口となり、階級闘争的な性格が持ち込まれたこともその一因であったと考えられる。1936年（昭和11年）に地元紙の北羽新報が「七夕論是非」というテーマで町内の有力者にインタビューを試み、そこでは弊害が大きいなら廃止すべきと言った強硬な意見をも含めて様々な意見が述べられているが、それでも七夕行事に歴史的な意義があり、民間信仰的・習俗的な価値を認めることでは見解が一致していた。廃止論・改善論の焦点は、あくまで寄附の強要問題や飲食による濫費、七夕灯籠運行が深更に及ぶことによる風紀上の問題に当てられていたのである。
1940年（昭和15年）、能代港町が周辺の2村（榊村、東雲村）と合併し、新たに能代市が発足したが、時局は戦争に向かうさなかであり、七夕は数年来の中断を余儀なくされた。戦後復活したのは1946年（昭和21年）のことである。戦前まで七夕行事は旧暦の7月1日から7日にかけて行われていたが、戦後に新暦8月1日から7日に行うよう日程が改められた。また、従来の町組による枠組みにとらわれない試みとして、初めて事業所からの七夕も出た。当時は戦災復興で木材景気が良く、一方で物価の上昇が激しかったため、儲けを税金で取られるよりは七夕で使ってしまおうとの意識があったことによる所産である。七夕の再開は市民に大きな希望を与え、また戦後の世相を反映した変化も取り入れられることとなったが、七夕灯籠の経費負担はやはり各家庭にとって大きな負担であり、早くも七夕改革論が再浮上することになる。昭和20年代の特徴として、戦後の女性の社会的地位の向上を背景として婦人会などから寄附の強要の排除を求める声が寄せられたことが挙げられ、また戦前まで高位の役職者は家柄も加味されて選定されていたが、これを排して民主的な運営が求められるようになっていった。

### 観光化への模索と七夕改革論の挫折
七夕の運営を巡る論点に、「観光化」が浮上するのは1952年（昭和27年）頃のことである。1952年8月29日付『北羽新報』の記事では、市当局の考え方として、七夕行事を観光を意識したものに変革させていかなければならないという主張が掲載されており、その中では運行時間が深夜となっていることを最大の問題点として、戦前からの七夕改革論の視点が踏襲されている。しかし、1955年（昭和30年）8月17日付『北羽新報』社説では、より踏み込んだ五町組への批判と、制度改革が主張された。その要旨を大きくまとめると、
- 七夕行事に掛かる費用の投資効果を問い、より観客を意識した商業的姿勢に転換すること
- 五町組が市域のうち旧能代港町の狭い範囲にとどまり、新市域の住民との温度差が大きいため、全市的な行事に転換すること
- これらの改革にあたっては市当局が主導すること

の3点に集約される。
このドラスティックな改革論が打ち上げられた背景には、柳町の動向があった。かつて後町組を構成する一町であった柳町は、この頃後町に代わって親町の座に就きつつあり、また新柳町、柳町新道、栄町などの旧藩時代の系譜を持たない町々をも組の中に取り込むことで、新興勢力のリーダー格になっていったのである。そして、新市域の住民の声を吸い上げる役割を果たした後町組改め柳町組の主張は、とりもなおさず五町組制度の改編と、全市七夕への移行論に結びつくこととなった。こうして、昭和30年代を通じて五町組改編を焦点とする改革論が続くこととなる。1962年（昭和37年）に出された七夕改革の試案では、五町組の年番と枠組みを維持しながら、年番以外の4町組から加勢丁として1基ずつ灯籠を出す全市七夕案が出されたが、これも負担の平準化への打開策にはなりえず、立ち消えとなってしまっている。続けて1964年（昭和39年）には、七夕改革委員会が結成されて、従来の五町組を七町組に改組する改革案が出された。この改革案は、従来の五町組から最も枝町の多い柳町組を分割して（新）柳町組と（新）後町組に分けること、町内人口の最も多い畠新丁（上町組所属）を独立させて新たに畠新組を発足させること、周辺市街地を七夕組に参入させること、の3点を骨子とする。しかし、各町組の人口のアンバランスを是正することが主眼であったこの改革案も、改組の対象となる町にとっては培われてきた人間関係の分断に繋がること、戦後ようやく大丁になるターンが回ってきた畠新丁にとって、新たな組の発足はゼロからのやり直しになってしまうこと、七夕のしきたりを知らない新しい町を迎え入れるのに難色が示されたことから、この改革案も頓挫してしまった。しかし、七町組への改組案は、その後も昭和50年代後半まで度々浮上することとなる。
一方、この時期には清助町組の分裂状態が解消されるなど、新しい動きも見られた。前節で述べた通り、1898年（明治31年）の争闘を背景として、清助町組では清助町と馬喰町が長期にわたって対立状態に陥っており、清助町が当番町である大丁を務める際は、同じ町組の馬喰町に加勢を頼むことなく「親しみ丁」である柳町に依頼し、逆に馬喰町が大丁を務める際も、清助町に加勢を依頼しなかった。しかし、祭りの主体となる若者たちの間には元々過去の諍いの記憶はなく、同じく五町組によって行われる日吉神社御神幸祭（丁山祭り）では既に清助町組内での関係が正常化していた。このため役七夕でも本来の清助町組を組み直したいという機運が熟しており、1959年（昭和34年）清助町組が当番となった際（この年の大丁は御指南町であったが、規模の小さい御指南町のために清助町で七夕灯籠を用意していた）、馬喰町が加勢灯籠を出すことで和解が成ったのである。5年後に再度清助町組の当番となり、清助町が大丁を務めた際も、馬喰町から加勢灯籠が出ている。
また、清助町と「親しみ丁」関係にあった柳町でも、時宜を捉えた対応が取られた。清助町組で和解の成った翌1960年（昭和35年）7月20日、柳町組を構成する各町が集まり『柳町申合せ書』を承認、名実ともに後町組から柳町組への移行を図ると同時に、明治以来七夕組から離脱していた後町の復帰を認めた。そして費用負担の低減を図る観点から、過去の清算が行われたこの機に清助町との「親しみ丁」関係を公式に解消したのである。このように昭和30年代は、外部からの介入による七夕改革の試みが挫折する一方で、五町組内部からの変革の動きが起こり、同時に祭りが儀式化への傾斜を強めるという動きを辿っていった。また、1963年（昭和38年）から「こども七夕」の開催が始まっている。

### 「能代ねぶながし」から「天空の不夜城」まで
能代観光協会が「ねぶながし会」を結成し、従来の役七夕とは別に観光七夕「能代ねぶながし」の運行を始めたのは、1969年（昭和44年）のことである。改革が叫ばれた背景には1968年（昭和43年）の当番の万町組、翌年の当番の清助町組での組内の人口減があった。この時も能代観光協会が能代七夕改革特別委員会を組織して、五町組から七町組への改編案が議論されたが実現せず、代わりに「ねぶながし会」を組織して観光協会主導で七夕灯籠の運行を試みることとなった。この観光協会主導の「能代ねぶながし」は、1972年（昭和47年）から3年間にわたり東京・銀座まつりで出張運行するなど宣伝に努め、また万町組、清助町組の当番年である1973年（昭和48年）、翌1974年（昭和49年）には役七夕との合同運行も行った。しかし、結局のところこれも長続きせず、両者が別々にポスターを出すなど観光客に怪訝な印象を与える事にもなり、以後消長の歴史をたどることとなる。能代港開港5周年にあたる1979年（昭和54年）には、これを記念して五町組各町から七夕灯籠を運行してほしいという要望が市当局より出されたが、これも実現することなく終わっている。五町組間の人口の不均衡の解消と、開催負担の軽減が主眼だった筈の七町組改編案が暗礁に乗り上げ、当番組以外の町組からも加勢灯籠を出す全市七夕論が再び議論の俎上に上ったが、これも各町組から拒まれる形で実現しなかった。これら改革の動きは必ずしも外部からの介入の手という訳でなく、ねぶながし会の理事長は柳町組の筆頭若長を兼ねており、両者の融合を目指す立場にあったが、町組側が七夕改革と相容れないことがはっきりしていくにつれ、改革案は完全に頓挫してしまった。1988年（昭和63年）から始まったおなごりフェスティバルを企図した能登祐一は、当事者が楽しむための伝統行事である役七夕と、役七夕を観光面で補完するねぶながしとを切り分けるべきであるとする見解を示している。この「おなごりフェスティバル」では、町組からの七夕灯籠は参加せず、地元中学生による一中若、二中若が参加している。
平成の期間を通じて深刻化したのが、地域の人口減少、とりわけ役七夕を担ってきた旧中心街の空洞化と高齢化である。とりもなおさず人口減少と高齢化は担い手不足と資金難に直結することになり、祭りの維持に限界が見えている町も少なくない。こうした中、明確に観光による地域の活性化を目的として始まった行事が、「天空の不夜城」である。役七夕の伝統を踏まえた上で2013年に初開催された「天空の不夜城」は盛況を迎え、かねてより叫ばれながら停滞していた七夕の観光化を大きく前進させた。特に2016年（平成28年）には東京ドームで開催されたふるさと祭り東京に『愛季』が出展、また同年11月26・27日に同じく東京ドームで開催されたフォークデュオゆずのデビュー20周年記念ライブ「ゆずのみ」にも『愛季』が出演し、「天空の不夜城」をアピールしている。「天空の不夜城」が徐々に知名度を高め、能代市の観光イベントとして定着する一方、運行形式のマンネリ化や、観客を市内への宿泊に結び付けられておらず、経済効果の波及に活かしきれていないこと、灯籠を常設保管する施設がないために毎年組立てと解体を繰り返していることによる費用や損傷の問題など、様々な課題も指摘される。さらに、役七夕の関係者の中には、五町組と距離を置いてきた「天空の不夜城」事務局に対し、感情的なしこりがあるともされる。役七夕が祭りの維持に向けた岐路に立つ中で、「天空の不夜城」共々、両者の関係構築を含めた将来像が問われている。

## 補遺

### 灯籠について（詳説）
| 役七夕の灯籠各部説明 |  | 天空の不夜城『嘉六』の各部説明 |
| 役七夕の灯籠各部説明 |  | 天空の不夜城『嘉六』の各部説明 |

概要節で述べた通り、能代の七夕灯籠は、後に鯱の大型化という変遷を辿ったものの、その形態は城郭型が基本である。この城郭型灯籠は、天保期に地元の大工、宮腰屋嘉六が制作した名古屋城天守を模した七夕灯籠が好評を博したことから以後定着したと伝わり、「嘉六」は「天空の不夜城」の灯籠にその名をとどめている。
ところで、能代の七夕灯籠が城郭型に収れんされた時期を、明治後期とする見解がみられる。これは明治中期に能代に来遊した放浪画家、蓑虫山人（本名：土岐源吾）の記した旅日記に、酒樽や猩々、鯛やねぶた風の武者人形像など、多種多様な趣向の灯籠が描かれていたことを主な根拠とする。しかし、彼の素描には明らかに別の祭りである秋田の竿燈が一緒に描かれていたり、城郭型灯籠に鯱飾りがなく江戸時代後期に残された絵図よりも描写の正確性が後退しており、実際に観察見聞したのか信頼性を欠く面がみられる。むしろ、幕末期に描かれた灯籠の絵図がいずれも城郭型であり、それ以外の形態の絵が残されていないこと、また当番町の役割が伝統の継承と遵守にあり、加勢丁の灯籠も当番町の役七夕に倣うのが自然であることを考え合わせると、能代の七夕灯籠は城郭型が基本であり、その成立時期は幕末期に遡るものと考えられる。
灯籠の形態は最上部の鯱飾りから順に、鯱の基部となる本丸御殿、本丸御殿の四隅に配置される隅御殿、その下の各段はそれぞれ雲、松、桜、波を画題とした雲灯籠、松灯籠、花灯籠、波灯籠（船灯籠とも呼ばれる）となっており、その下に台車である担木（たぎ）がある。また、花灯籠の正面部分には日吉神社の鳥居と社殿が描かれ、背面には同じく八幡神社の社殿が描かれて、能代の町創建当初からの2つの鎮守の神社がモチーフに取り込まれている。なお、昭和初期までは波灯籠（船灯籠）の下に幕灯籠と台灯籠があったが、灯籠の高さが圧縮される過程で省略されていったとされる。これに対し明治後期の大型灯籠の姿を復元したとされる「天空の不夜城」の灯籠『嘉六』では、上から順に「鯱と天守閣」、その四隅の「櫓」、天守閣・櫓の基部となる「石灯籠」、中層部の2段が「松」、その下に「桜」が入り、さらにその下に「波灯籠」、「花灯籠」があって最下層に紅白幕があり、役七夕の灯籠の構成とは順序に相違がみられる。もう1基の大型灯籠『愛季』では、天守閣と鯱、隅櫓までの構成は同一だが、その下の各段は安東愛季の生涯の場面などを武者絵風に紹介したものであるために、役七夕の伝統的な様式には則っていない。